# Электроника

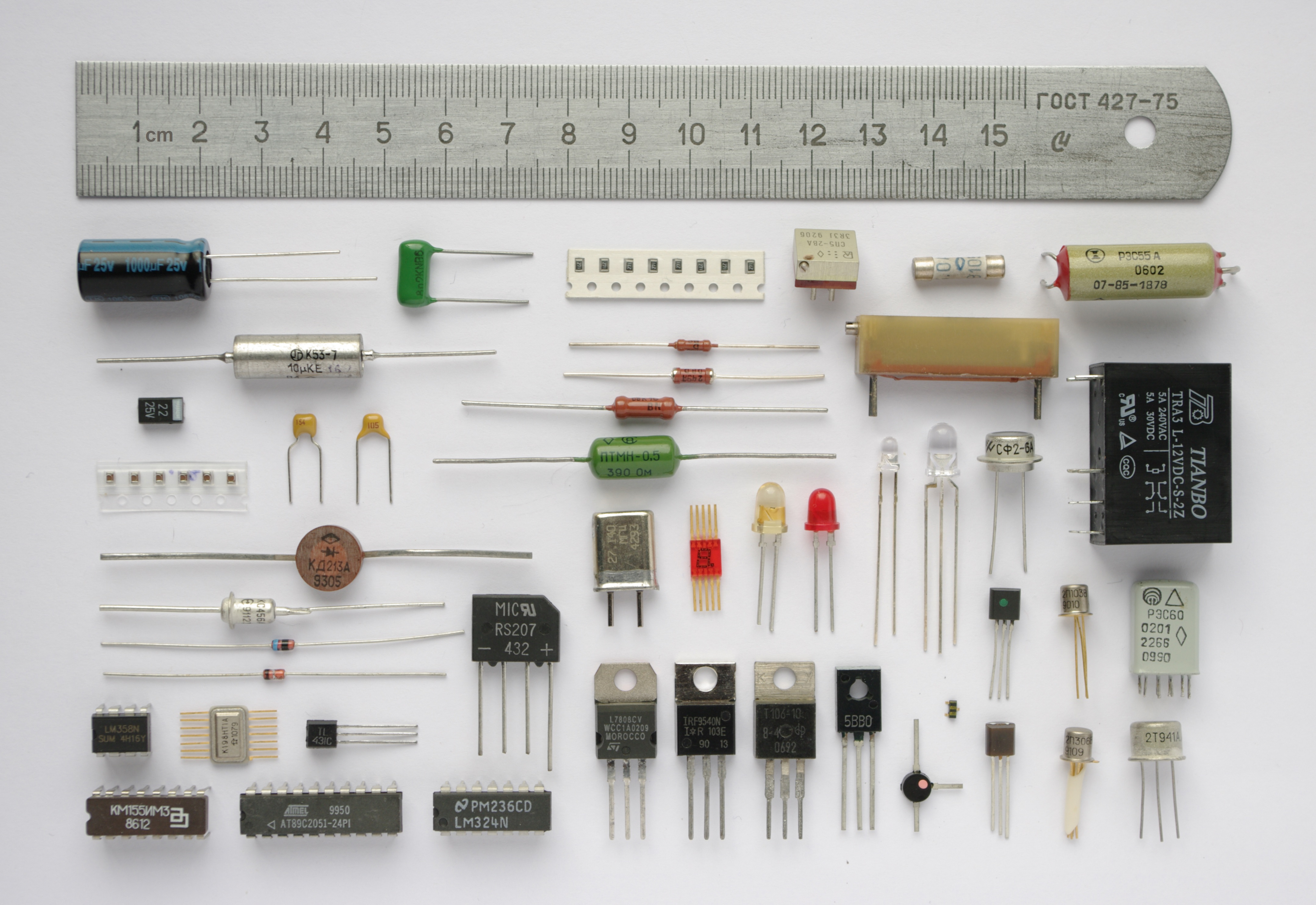
Различные электронные компоненты

Электро́ника (от греч. Ηλεκτρόνιο «электрон») — наука о взаимодействии электронов с электромагнитными полями и о методах создания электронных приборов и устройств, в которых это взаимодействие используется для преобразования электромагнитной энергии. Работа электронных устройств основана на перемещении носителей тока в вакууме, газе или твёрдых телах, а также других физических принципах.

## История
Возникновению электроники предшествовало открытие и изучение электричества, электромагнетизма, а далее — изобретение радио. Поскольку радиопередатчики сразу же нашли применение (в первую очередь на кораблях и в военном деле), для них потребовалась элементная база, созданием и изучением которой и занялась электроника. Элементная база первого поколения была основана на электронных лампах. Соответственно получила развитие вакуумная электроника. Её развитию способствовало также изобретение телевидения и радаров, которые нашли широкое применение во время Второй мировой войны.
Но электронные лампы обладали существенными недостатками. Это, прежде всего, большие размеры и большая потребляемая мощность (что было критичным для переносных устройств). Поэтому начала развиваться твердотельная электроника, а в качестве элементной базы стали применять диоды и транзисторы.
Дальнейшее развитие электроники связано с появлением компьютеров. Компьютеры, основанные на транзисторах, отличались большими размерами и потребляемой мощностью, а также низкой надежностью (из-за большого количества деталей). Для решения этих проблем начали применяться микросборки, а затем — и микросхемы. Число элементов микросхем постепенно увеличивалось, стали появляться микропроцессоры. В настоящее время развитию электроники способствует появление сотовой связи, а также различных беспроводных устройств, навигаторов, коммуникаторов, планшетов и т.п.
В России вкладом в появление и развитие электроники стали научная деятельность А. С. Попова и начало применения аппаратуры беспроводного телеграфа, изобретение лампового триггера М. Бонч-Бруевичем в 1918 году, использование Лосевым полупроводникового элемента для усиления и генерации электрических сигналов, использование проводниковых и полупроводниковых элементов в работах Иоффе и развитие полупроводниковой базы GaAs/AlAs и их тройных растворов в лаборатории Алфёрова.
До появления электронно-вычислительных машин логические операции выполняли на электромеханических или механических реле. В 1943 году электромеханический компьютер Mark-1 производил одну операцию сложения за 0,3 сек. Но уже в середине XX века начали использовать изобретённый Либеном (1912) и Ли де Форестом (1906) электровакуумный прибор — триод, током которого можно было управлять с помощью сетки, что позволяло управлять сигналом. В 1939 году появился первый компьютер на вакуумных лампах (Дж. Атанасов), где вычисления производились с помощью логических операций. В 1946 году появилась электровакуумная ЭВМ Эниак, содержащая 17 468 ламп, которые надо было проверять при установке. Эта машина могла выполнять 5000 операций сложения в секунду.
Появление первого транзистора в 1947 году, созданного Уильямом Шокли, Джоном Бардином и Уолтером Браттейном позволило перейти на твердотельную логику, а последующее изобретение структуры металл-окисел-полупроводник стало самой главной вехой в развитии электроники, что привело к созданию интегральной схемы и последующему развитию микроэлектроники, основной области современной электроники.

## Области электроники
Можно различать следующие области электроники:
- физика (микромира, полупроводников, электромагнитных волн, магнетизма, электрического тока и др.) — область науки, в которой изучаются процессы, происходящие с заряженными частицами;
- бытовая электроника — бытовые электронные приборы и устройства, в которых используется электрическое напряжение, электрический ток, электрическое поле или электромагнитные волны. (Например: телевизор, сотовый телефон, утюг, лампочка, электроплита и др.);
- энергетика — выработка, передача и потребление электроэнергии, электроприборы большой мощности (например, электродвигатель, электростанция), электрическая система отопления, линия электропередачи;
- микроэлектроника — электронные устройства, в которых в качестве активных элементов используются микросхемы:
  - оптоэлектроника — устройства в которых используются электрический ток и потоки фотонов;
  - аудио-видеотехника — устройства усиления и преобразования звука и видео изображений;
  - цифровая микроэлектроника — устройства на микропроцессорах или логических микросхемах. Например: электронный калькулятор, компьютер, цифровой телевизор, мобильный телефон, принтер, робот, панель управления промышленным оборудованием, средствами транспорта, и другие бытовые и промышленные устройства.

Электронное устройство может включать в себя самые разные материалы и среды, где происходит обработка электрического сигнала с использованием разных физических процессов. Но в любом устройстве обязательно имеется электрическая цепь.
Изучению различных аспектов электроники посвящены многие научные дисциплины технических вузов.

### Твердотельная электроника
Термин «твердотельная электроника» появился в литературе в середине XX века для обозначения устройств на полупроводниковой элементной базе: транзисторах и полупроводниковых диодах, заменивших громоздкие малоэффективные электровакуумные приборы — радиолампы. Корень «тверд» использован здесь, потому что процесс управления электрическим током происходит в твёрдом теле полупроводника в отличие от вакуума, как это происходило в электронной радиолампе. Позднее, в конце XX века этот термин потерял своё значение и постепенно вышел из употребления, поскольку практически вся электроника нашей цивилизации начала использовать исключительно полупроводниковую твердотельную активную элементную базу.
С рождением твердотельной электроники начался революционно быстрый процесс миниатюризации электронных приборов. За несколько десятков лет активные элементы очень сильно уменьшились: если размеры ламп составляли несколько сантиметров, размеры транзисторов на полупроводниковых кристаллах современных интегральных схем составляют десятки нанометров. Современные микросхемы могут содержать несколько миллиардов таких транзисторов.

## Технология получения элементов
Активные и пассивные элементы в твердотельной электронике создаются на однородном сверхчистом кристалле полупроводника, чаще всего кремния, методом инжекции или напыления новых слоев в определённых координатах тела кристалла атомов иных химических элементов, молекул более сложных, в том числе и органических, веществ. Инжекция меняет свойства полупроводника в месте инжекции (легирования) меняя его проводимость на обратную, создавая таким образом диод или транзистор или пассивный элемент: резистор, проводник, конденсатор или катушку индуктивности, изолятор, теплоотводящий элемент и другие элементы. В последние годы широко распространилась технология производства источников света на кристалле. Огромное количество открытий и разработанных методик использования твердотельных технологий ещё лежат в сейфах патентообладателей и ждут своего часа.
Технологию получения полупроводниковых кристаллов, чистота которых позволяет создавать элементы размером в несколько нанометров, стали называть нанотехнологией, а раздел электроники — наноэлектроникой.
В 1970-е годы в процессе миниатюризации твердотельной электроники в ней наметился раскол на аналоговую и цифровую микроэлектронику. В условиях конкуренции на рынке производителей элементной базы победу одержали производители цифровой электроники. И в XXI веке производство и эволюция аналоговой электроники практически были остановлены. Так как в реальности все потребители микроэлектроники требуют от неё, как правило не цифровые, а непрерывные аналоговые сигналы или действия, цифровые устройства снабжены ЦАП-ами на своих входах и выходах.
Миниатюризация электронных схем сопровождалась ростом быстродействия устройств. Так первые цифровые устройства ТТЛ технологии требовали микросекунды на переключение из одного состояния в другое и потребляли большой ток, требовавший специальных мер для отвода тепла.
В начале XXI века эволюция твердотельной электроники в направлении миниатюризации элементов постепенно замедлилась и в настоящее время практически остановлена. Эта остановка была предопределена достижением предельно малых размеров транзисторов, проводников и других элементов на кристалле полупроводника, ещё способных отводить выделяемое при протекании тока тепло и не разрушаться. Эти размеры достигли единиц нанометров, и поэтому технология изготовления микросхем относится к нанотехнологии.
Следующим этапом в эволюции электроники возможно станет оптоэлектроника, в которой несущим элементом выступит фотон, значительно более подвижный, менее инерционный, чем электрон и «дырка» в полупроводнике твердотельной электроники.

## Основные твердотельные элементы
Основные твердотельные активные элементы, используемые в электронных устройствах:
- Диод — проводник с односторонней проводимостью от анода к катоду. Разновидности: туннельный диод, лавинно-пролётный диод, диод Ганна, диод Шоттки и др.;
- Биполярные транзисторы — транзисторы с двумя физическими p-n-переходами, ток коллектор-эмиттер которого управляется током база-эмиттер;
- Полевой транзистор — транзистор, ток исток-сток которого управляется напряжением на p-n- или n-p-переходе затвор-сток или потенциалом на нём в транзисторах без физического перехода — с затвором, гальванически изолированным от канала сток-исток;
- Диоды с управляемой проводимостью (динисторы и тиристоры), используемые как переключатели, светодиоды и фотодиоды, используемые как преобразователи электромагнитного излучения в электрические сигналы или электрическую энергию или обратно;
- Интегральная микросхема — комбинация активных и пассивных твердотельных элементов на одном или нескольких кристаллах в одном корпусе, электронная схема в аналоговой и цифровой микроэлектронике.

### Примеры использования
Примеры использования твердотельных приборов в электронике:
- Умножитель напряжения на выпрямительном диоде;
- Умножитель частоты на нелинейном диоде;
- Эмиттерный повторитель (напряжения) на биполярном транзисторе;
- Коллекторный усилитель (мощности) на биполярном транзисторе;
- Эмулятор индуктивности на интегральных микросхемах, конденсаторах и резисторах;
- Преобразователь входного сопротивления на полевом или биполярном транзисторе, на интегральной микросхеме операционного усилителя в аналоговой и цифровой микроэлектронике;
- Генератор электрических сигналов на полевом диоде, диоде Шоттки, транзисторе или интегральной микросхеме в генераторах сигналов переменного тока;
- Выпрямитель напряжения на выпрямительном диоде в цепях переменного электрического тока в разнообразных устройствах;
- Источник стабильного напряжения на стабилитроне в стабилизаторах напряжения;
- Источник стабильного напряжения на выпрямительном диоде в схемах смещения напряжения база-эмиттер биполярного транзистора;
- Светоизлучающий элемент в осветительном приборе на светодиоде;
- Светоизлучающий элемент в оптоэлектронике на светодиоде;
- Светоприёмный элемент в оптоэлектронике на фотодиоде;
- Светоприёмный элемент в солнечных панелях солнечных электростанций;
- Усилитель мощности на биполярном или полевом транзисторе, на интегральной микросхеме, Усилитель мощности в выходных каскадах усилителей мощности сигналов, переменного и постоянного тока;
- Логический элемент на транзисторе, диодах или на интегральной микросхеме цифровой электроники;
- Ячейка памяти на одном или нескольких транзисторах в микросхемах памяти;
- Усилитель высокой частоты на транзисторе;
- Процессор цифровых сигналов на интегральной микросхеме цифрового микропроцессора;
- Процессор аналоговых сигналов на транзисторах, интегральной микросхеме аналогового микропроцессора или на операционных усилителях;
- Периферийные устройства компьютера на интегральных микросхемах или транзисторах;
- Входной каскад операционного или дифференциального усилителя на транзисторе;
- Электронный ключ в схемах коммутации сигналов на полевом транзисторе с изолированным затвором;
- Электронный ключ в схемах с памятью на диоде Шоттки.

## Основные различия аналоговой и цифровой электроники
также см.: Цифровая электроника
Поскольку в аналоговых и цифровых схемах информация кодируется по-разному, у них отличаются и процессы обработки сигналов. При этом все операции, которые могут быть совершены над аналоговым сигналом (в частности, усиление, фильтрация, ограничение диапазона и т. п.) могут быть осуществлены и методами цифровой электроники и программного моделирования в микропроцессорах.
Основное различие аналоговой от цифровой электроники можно найти в наиболее характерных для той или иной электроники способах кодирования информации.
Аналоговая электроника использует простейшее пропорциональное одномерное кодирование — отражение физических параметров источника информации в аналогичные физические параметры электрического поля или напряжения (амплитуды в амплитуды, частоты в частоты, фазы в фазы и т. д.).
Цифровая электроника использует n-мерное кодирование физических параметров источника данных. Минимально в цифровой электронике используется двумерное кодирование: напряжение (ток) и моменты времени. Данная избыточность принята исключительно для гарантированной передачи данных с любым программируемым уровнем добавленных в устройстве шумов и искажений в исходный сигнал. В более сложных цифровых схемах используется методы программной микропроцессорной обработки информации. Методы цифровой передачи данных позволяют реально создавать физические каналы передачи данных абсолютно без потерь (без возрастания шумов и других искажений)
В физическом же смысле поведение всякой цифровой электронной схемы и всего устройства ничем не отличается от поведения аналогового электронного устройства или схемы и может быть описано теорией и правилами, описывающими функционирование аналоговых электронных устройств.

### Шум
В соответствии со способом кодирования информации в аналоговых схемах они в существенно большей степени уязвимы для воздействия шума, нежели цифровые цепи. Малое изменение сигнала может внести значительные искажения в передаваемую информацию и в конечном счёте привести к её утрате; в свою очередь, цифровые сигналы принимают лишь одно из двух возможных значений, и для того, чтобы вызвать ошибку, помеха должна составлять примерно половину их общей величины. Это свойство цифровых схем может быть использовано для повышения устойчивости сигналов к помехам. Кроме того, противодействие шуму обеспечивается средствами восстановления сигналов на каждом логическом вентиле, которые уменьшают или устраняют помехи; такой механизм становится возможным благодаря квантованию цифровых сигналов. До тех пор, пока сигнал остаётся в пределах определённого диапазона значений, он ассоциируется с одной и той же информацией.
Шум является одним из ключевых факторов, влияющих на точность сигнала; в основном это шум, присутствующий в исходном сигнале, и помехи, вносимые при его передаче (см. Отношение сигнал-шум). Фундаментальные физические ограничения — к примеру, т. н. «дробовой» шум в компонентах — устанавливают пределы разрешения аналоговых сигналов. В цифровой электронике дополнительная точность обеспечивается использованием вспомогательных разрядов, характеризующих сигнал; их количество зависит от производительности аналого-цифрового преобразователя (АЦП).

### Сложность разработки
Аналоговые схемы сложнее разрабатывать, нежели сравнимые с ними цифровые; это одна из причин, по которым цифровые системы приобрели большее распространение, нежели аналоговые. Аналоговая схема разрабатывается вручную, и процесс её создания обеспечивает меньше возможностей для автоматизации. Для взаимодействия с окружающей средой в той или иной форме цифровое электронное устройство нуждается в аналоговом интерфейсе. К примеру, у цифрового радиоприёмника имеется аналоговый предусилитель, который является первым звеном приёмной цепи.

## Типология схем
Электронные схемы и их составляющие могут быть разделены на два ключевых типа в зависимости от общих принципов их функционирования: аналоговые (непрерывные) и цифровые (дискретные). Одно и то же устройство может состоять как из схем одного типа, так и из смешения обоих типов в той или иной пропорции.

### Аналоговые схемы
В основном аналоговые электронные приборы и устройства (например, радиоприёмники) конструктивно представляют собой сочетание нескольких разновидностей базовых схем. В аналоговых цепях используется непрерывный диапазон напряжения, в противоположность дискретным уровням, которые применяются в цифровых схемах. К настоящему времени разработано существенное количество разнообразных аналоговых схем — в особенности их число велико в силу того, что под «схемой» можно понимать многое: от единственного компонента до целой системы, состоящей из тысяч элементов. Аналоговые схемы ещё называют иногда линейными (хотя в некоторых их видах — к примеру, преобразователях или модуляторах, — используются и многие нелинейные эффекты). В качестве характерных примеров аналоговых схем можно назвать усилители на электронных лампах и транзисторах, операционные усилители и осцилляторы.
В настоящее время сложно найти такую электронную схему, которая была бы полностью аналоговой. Сейчас в аналоговых цепях используются цифровые или даже микропроцессорные технологии, позволяющие увеличить их производительность. Такая схема обычно называется не аналоговой или цифровой, а смешанной. В некоторых случаях провести чёткое разграничение между непрерывными и дискретными схемами сложно — в силу того, что как те, так и другие включают в свой состав элементы и линейного, и нелинейного характера. Примером может послужить, допустим, компаратор: получая на входе непрерывный диапазон напряжения, он в то же время выдает на выходе лишь один из двух возможных уровней сигнала, подобно цифровой схеме. Похожим образом перегруженный транзисторный усилитель может приобрести свойства контролируемого переключателя, также имеющего два уровня выходного сигнала.

### Цифровые схемы
К цифровым относятся схемы, основанные на двух или более дискретных уровнях напряжения. Они представляют собой наиболее типичную физическую реализацию булевой алгебры и составляют элементную основу всех цифровых компьютеров. Термины «цифровая схема», «цифровая система» и «логическая схема» часто при этом рассматриваются как тождественные. Для цифровых схем характерна, как правило, двоичная система с двумя уровнями напряжения, которые соответствуют логическому нулю и логической единице соответственно. Часто первый соотносится с низким напряжением, а вторая — с высоким, хотя встречаются и обратные варианты. Изучались также и троичные логические схемы (то есть с тремя возможными состояниями), была разработана ЭВМ Сетунь на их основе. Помимо вычислительных машин, цифровые схемы составляют основу электронных часов и программируемых логических контроллеров (используемых для управления промышленными процессами); ещё одним примером могут служить цифровые сигнальные процессоры.
К числу базовых конструктивных элементов этого типа относятся:
- Логические вентили
- Сумматоры
- Триггеры (в том числе триггеры Шмитта)
- Счётчики
- Регистры
- Мультиплексоры

Устройства с высокой степенью интеграции:
- Микропроцессоры
- Микроконтроллеры
- Интегральные схемы для специфического применения (ASIC)
- Цифровые сигнальные процессоры (DSP)
- Программируемые пользователем вентильные матрицы (FPGA)

и др.

## Надёжность электронных устройств
Надёжность электронных устройств складывается из надёжности самого устройства и надёжности электроснабжения. Надёжность самого электронного устройства складывается из надёжности элементов, надёжности соединений, надёжности схемы и др. Графически надёжность электронных устройств отображается кривой отказов (зависимость числа отказов от времени эксплуатации). Типовая кривая отказов имеет три участка с разным наклоном. На первом участке число отказов уменьшается, на втором участке число отказов стабилизируется и почти постоянно до третьего участка, на третьем участке число отказов постоянно растёт до полной непригодности эксплуатации устройства.

## Измерительная техника
На протяжении всего развития радиоэлектронных устройств и компонентов, существовала необходимость объективной оценки исправности и параметров как отдельных радиодеталей, так и готовых изделий. Это приводило и приводит к необходимости иметь парк измерительных приборов. Функциональные особенности их весьма разнообразны. При этом, измерительные приборы сами по себе также являются отдельной областью электроники. Точность измерительной техники является важнейшим фактором, от которого напрямую зависит качество разработанной и отлаженной с их помощью радиоаппаратуры. Не менее важно и соблюдение методики измерений (см. Метрология). Наиболее точные приборы используются для специальных применений, и недоступны большинству разработчиков. Приборы начального уровня (мультиметр, блок питания лабораторный) нередко изготавливались энтузиастами самостоятельно.